# أناهيتا خلعتبري
أناهيتا خلعتبري (بالإنجليزية: Anahita Khalatbari) ولدت في 1970 في طهران، إيران. هي صحافية أمريكية ومذيعة أخبار ومراسلة وممثلة ومقدمة برنامج تلفزيوني من أصل إيراني. لقد نشأت وتعلمت في بريطانيا. كان جدها الكبير سيبهدار عزام من عائلة خلعتبري الملكية وعمل رئيسًا للوزراء لمدة 4 فترات.

## تعليم
درست خلعتبري السياسة وعلم الاجتماع في لندن بإنجلترا لكنها انتقلت لاحقًا إلى كاليفورنيا لمتابعة تعليمها في مجالات البث والتمثيل على الرغم من رفض والدها.

## روابط خارجية
- أناهيتا خلعتبري على موقع IMDb (الإنجليزية)